# Arrondissement Pontivy
Arrondissement Pontivy je francouzský arrondissement ležící v departementu Morbihan v regionu Bretaň. Člení se dále na 10 kantonů a 78 obcí.

## Kantony
- Baud
- Cléguérec
- Gourin
- Guémené-sur-Scorff
- Josselin
- Le Faouët
- Locminé
- Pontivy
- Rohan
- Saint-Jean-Brévelay